# Aevex Aerospace
Aevex Aerospace — це компанія американської оборонної промисловості, яка спеціалізується на рішеннях для повітряньої розвідки зі штаб-квартирою в Солана-Біч, Каліфорнія. Компанія розробляє літаки, встановлює давачі і корисний вантаж, а також надає машини для проведення льотних випробувань.  Згідно з журналісткою Барбарою Стар, Aevex "працює для американських спецоперацій, особливо для прихованих підрозділів."   Компанія була заснована у 2017 році, в ній працює 500 людей і вона поєднує трьох оборонних підрядників: Merlin Global Services, CSG Solutions і Special Operations Solutions.  Aevex має офіси в Каліфорнії, Північній Кароліні і Вірджинії з тренувальною базою в Розвелі.
21 квітня 2022 було оголошено, що Aevex випустила 121 Phoenix Ghost одноразових безпілотників, які буде відправлено в Україну.